# Arriach
Arriach est une commune autrichienne du district de Villach-Land en Carinthie.